# 逐夢拍檔
《逐夢拍檔》（德語：Isi & Ossi）是2020年上映的Netflix原創德國浪漫喜劇電影，同時也是德國首部Netflix原創電影。由奧利維·金勒（Oliver Kienle）執導與編劇，麗莎·維卡里、丹尼斯·莫賈、克莉絲汀娜·海克和佩嘉·費多尼等人領銜主演，本片於2020年2月14日在Netflix上映。
劇情圍繞在一個嬌生慣養的富家女小伊（Isi）和一個為了養家糊口而拼命賺錢的拳擊手東仔（Ossi），兩人的家世背景懸殊，起初他們在一起只是因為東仔家裡負債急需用錢，以及小伊只是為了逃避父母替他安排的生活。

## 劇情大綱
從小叛逆又古靈精怪的小伊出身於海德堡的某個上流社會家族「弗格家族」；聰明機靈的東仔則與他母親兩人相依為命，住在曼海姆的一間小套房裡。成年以後，小伊的父母希望她讀商學院，但小伊最有興趣的事物就是烹飪，她非常渴望能進入紐約的一所廚藝學校學習，在將來成為一名廚師。東仔因小學時脾氣衝動，母親就帶他去學拳擊，日後，東仔成為了一名職業拳擊手，但他經常被迫缺席訓練，因為母親和他即將出獄的外公在外面惹了不少麻煩，需要東仔來收拾殘局。
得知女兒不想順自己的安排去上大學，小伊的父母斷絕了金援。小伊為了籌錢去上廚藝學校的課而離家出走，並來到曼海姆的一間速食店打工。另一邊，東仔的贊助人因他先前缺席次數過多而停止贊助，導致他無法上場比賽，也沒錢替母親還債，讓他十分煩惱。正當東仔和他朋友曲尼在思考如何解決這些「麻煩」的時候，他在速食店遇見了小伊。
在網路上發現小伊有萬貫家產後，東仔的母親要他去追求小伊，並藉機勒索她的錢，好讓自己還債。小伊也有相似的想法，她假裝找一個看起來像流氓的人交往，藉此讓父母給她去上廚藝課程的錢。在一次爭吵中，東仔脫口而出他接近小伊的企圖，雙方互相坦誠自己只是在利用對方後，小伊決定和東仔一起想辦法籌錢。
隨著互動次數越加頻繁，小伊和東仔早已打從心裡知道自己離不開對方。就在此時，小伊的父母妥協了，他們願意把小伊的資產還給她，眼看小伊就要離開自己，東仔情緒失控跟小伊大吵一架，雙方開始互相傷害。等到兩人都冷靜下來以後並向對方道歉，東仔才承認自己有多喜歡小伊，但他又自尊心作祟，說自己一輩子都匹配不上小伊這樣的女孩。
最後，小伊正視自己的內心，瞭解在這世界上唯一能讓自己開心的事，就是和東仔在一起，所以她放棄了紐約廚藝學校，並買下之前打工的速食店。故事最終，東仔的比賽贏了，兩人終於在一起。

## 演員及角色
- 麗莎·維卡里 飾演 伊莎貝·「小伊」·弗格（Isabelle "Isi" Voigt）：來自海德堡，叛逆、古怪，有一副好廚藝的富家女孩
- 丹尼斯·莫賈 飾演 奧斯卡·「東仔」·馬柯斯基（Oscar "Ossi" Markowski）：來自曼海姆，脾氣衝動的拳擊手男孩
- 瓦利德·阿提雅（Walid Al-Atiyat） 飾演 曲尼（Tschünni）：東仔的阿拉伯裔朋友
- 柔伊·斯特勞布（英语：Zoë Straub） 飾演 卡蜜拉（Camilla）：小伊的網紅朋友
- 恩斯特·史托茲納（英语：Ernst Stötzner） 飾演 外公（Opa）
- 莉莎·哈根邁斯特 飾演 貝蒂·馬柯斯基 （Betty Markowski）：東仔的母親
- 克莉絲汀娜·海克 飾演 克勞蒂亞·弗格（Claudia Voigt）：小伊的母親
- 漢斯-喬亨·華格納 飾演 曼弗列德·弗格（Manfred Voigt）：小伊的父親
- 安德烈·艾澤曼 飾演 東仔的拳擊教練
- 佩嘉·費多尼（英语：Pegah Ferydoni） 飾演 小伊的老師

## 製作
《逐夢拍檔》的主體拍攝於2019年4月開始至6月7日結束，拍攝期間為兩個月左右。這是Netflix第一部原創德國電影，由X Films Creative Pool製作，並交給Netflix發行。奧利維·金勒（Oliver Kienle）是這部電影的導演。場景主要是在德國巴登-符騰堡州的兩個鄰近城市曼海姆和海德堡拍攝的。而電影中的速食店則是在柏林的一家漢堡王進行拍攝。
電影的開場白就介紹了分別來自曼海姆和海德堡的兩位主角的兩個不同世界。在一次採訪中，導演奧利維·金勒也談到了他的拍攝地點選擇，他說想在下流社會的曼海姆和相對奢華的海德堡之間凸顯出一種對比。奧利維·金勒在受訪時回憶了自己在其他地方取景的經歷。他稱自己一直對海德堡和曼海姆的景色著迷，在司徒加特拍攝完另一部電影後一直想去曼海姆市參觀和拍攝。

## 大眾迴響
這部電影得到了褒貶不一的評價。
《The Review Geek》的格雷格·惠勒（Greg Wheeler）說道：「背景截然相反的男孩和女孩走到一起，找到了真愛。這是書中最古老的浪漫喜劇的橋段之一，但每年都會有一大波類似的電影重新使用這個相同的點子，並對其稍微進行調整而已。看看這部德國的Netflix電影，《逐夢拍檔》採用了這個老套的手法，將兩個有偉大夢想的主角交織在一起，但和其他部電影相比之下沒什麼特點。」、「兩位主演在他們的角色中表現出色，當然有一些自然的化學反應，Ossi外公的饒舌片段是一個特別令人驚訝的片段。」《明鏡在線》的根瑟·萊因哈特（Gunther Reinhardt）表示：「這部電影是一部徹底保守和傳統的浪漫喜劇，其結局比預期的還要出人意料。」《新德意志報》的揚·弗雷塔格（Jan Freitag）給予的正面評價為：「繼《壞賬銀行》（Bad Banks）之後很長一段時間第二好的德語片」、「出色的演員陣容」、「在青年犯罪劇情片《Bis aufs Blut》（2010）之後，Oliver Kienle第二次完美處理了主流社會劇中經常出現並帶有刻板印象的情節：在逃避態度和未來夢想之間取笑青年文化。沒有尷尬，沒有揭穿它，僅此一點，您就必須感謝Netflix的第一部原創德語片。」《南德意志報》的菲利普·博弗曼（Philip Bovermann）將其故事背景與現實中的情況串聯，並說道：「《逐夢拍檔》綜合了德國幾乎所有的社會鴻溝——東西德、年輕人和老年人、『Kartoffeln』和『kanaken』（一種貶義詞，參見Kanake），通過與對立陣營的鬥爭反對一個共同的敵人：金錢。」、「如果這就是Netflix在其數據中讀到的關於德國的資訊，也許還有希望。」

## 獎項和提名
| 年份 | 大獎                                     | 獎項                | 入圍者                                                                         | 結果 | Ref.   |
| ---- | ---------------------------------------- | ------------------- | ------------------------------------------------------------------------------ | ---- | ------ |
| 2020 | 德國電視學院獎 German Television Academy | 最佳特技 Best Stunt | - 史特芬·姜格（Steffen Jung） - 尼可拉斯·金澤爾（Niklas Kinzel） - 丹尼斯·莫賈 | 提名 | [ 10 ] |

## 外部連結
- 在Netflix上觀看《逐夢拍檔》
- 互联网电影数据库（IMDb）上《逐夢拍檔》的资料（英文）
- 爛番茄上《逐夢拍檔》的資料（英文）
- Metacritic上《逐夢拍檔》的資料（英文）
- 豆瓣电影上《逐夢拍檔》的資料 （简体中文）